# Materialauftrag mit gerichteter Energieeinbringung

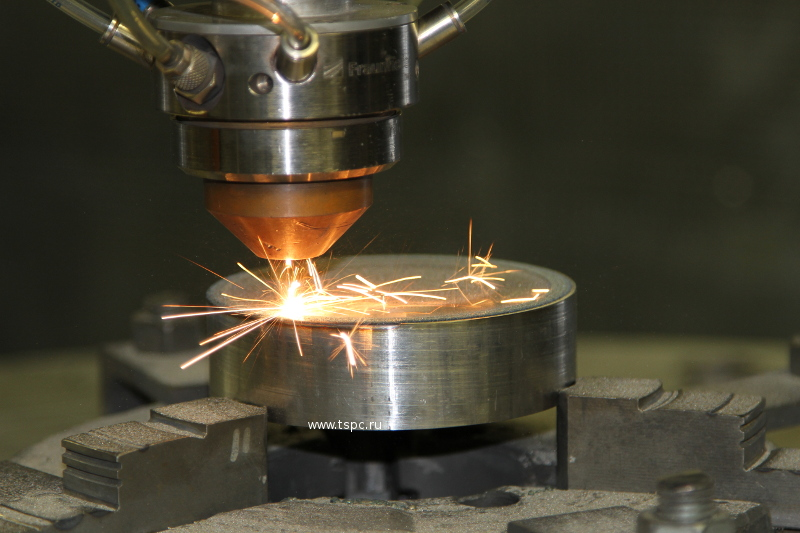
Das Laserauftragschweißen zählt zum Materialauftrag mit gerichteter Energieeinbringung.

Der Materialauftrag mit gerichteter Energieeinbringung (auch bekannt als englisch Directed Energy Deposition oder DED) ist eine Kategorie an Additiven Fertigungsverfahren gemäß der Norm DIN EN ISO 52900:2022-03. Bei den Additiven Fertigungsverfahren wird Material, in der Regel Schicht für Schicht, zusammengefügt um Werkstücke aus 3D-Modelldaten zu erzeugen. Zu den Verfahren dieser Kategorie zählen die Fertigungsprozesse, bei denen gebündelte Energie genutzt wird, um Material, dort wo es aufgebracht wird, zu verbinden.
Zu den verwendeten Werkstoffen zählen Metalle in Pulverform, als Draht oder als Stangen. Die Energieeinbringung wird mittels Laserstrahl, Elektronenstrahl, Lichtbogen, Plasma, Überschallaufprall oder Reibung realisiert.
Die Verfahren werden unterteilt in die Unterkategorien "Thermische Energie und Pulver", "Thermische Energie und Draht", "Widerstandsschweißen" und "Kinetische Energie und Pulver".

## Verfahren und Bezeichnungen

### Materialauftrag mit gerichteter Energieeinbringung mittels thermischer Energie und Pulver
Bei diesen Verfahren wird in einer Gasatmosphäre oder Vakuum mittels Laserstrahl Metallpulver aufgeschmolzen und daraus eine Bauteilschicht generiert.
Hierunter fallen unter anderem Verfahren mit den folgenden Bezeichnungen:
- Laserauftragschweißen[2]
- Direct Metal Deposition / DMD[2]
- Direct Metal Tooling / DMT[2]
- Laser Engineered Net Shaping / LENS[4]

### Materialauftrag mittels gerichteter Energieeinbringung mittels thermischer Energie und Draht
Bei diesen Verfahren wird in einer Gasatmosphäre oder Vakuum mittels Laserstrahl, Elektronenstrahl oder Plasmabogen ein Metalldraht aufgeschmolzen und daraus eine Bauteilschicht generiert. Hierunter fallen unter anderem Verfahren mit den folgenden Bezeichnungen:

#### Laserstrahl
- Laserauftragschweißen[2]
- Laser Metal Deposition / LMD[4]

#### Elektronenstrahl
- Electron Beam Additive Manufacturing / EBAM[4]

#### Plasmabogen
- Wire Arc Additive Manufacturing / WAAM[4]

### Materialauftrag mit gerichteter Energieeinbringung mittels kinetischer Energie und Pulver
Bei diesen Verfahren wird Metallpulver durch eine Düse aufgetragen, aus dem Pulver wird beim Aufprall die Bauteilschicht generiert. Hierunter fallen unter anderem Verfahren mit den folgenden Bezeichnungen:
- Kaltgasspritzen[5]
- Metall-Pulver-Auftragsverfahren / MPA[6]

### Materialauftrag mit gerichteter Energieeinbringung mittels kinetischer Energie und Stangenmaterial
Bei diesen Verfahren wird Stangenmaterial durch Rotation auf ein Substrat aufgetragen und daraus eine Bauteilschicht generiert. Hierunter fallen unter anderem Verfahren mit den folgenden Bezeichnungen:
- Additive Friction Stir Deposition[7]

### Materialauftrag mit gerichteter Energieeinbringung mittels Widerstandschweißens
Bei diesen Verfahren wird in einer Gasatmosphäre oder in einem Vakuum ein elektrisch leitfähiger Draht auf Basis der jouleschen Stromwärme eines durch die Verbindungsstelle fließenden elektrischen Stromes aufgeschweißt und daraus eine Bauteilschicht generiert. Hierunter fallen unter anderem Verfahren mit den folgenden Bezeichnungen:
- Wire Arc Additive Manufacturing / WAAM[4]